# ایوان تسویتکوویچ
ایوان تسویتکوویچ (کرواتی: Ivan Cvjetković؛ زادهٔ ۲ ژانویهٔ ۱۹۶۰) بازیکن فوتبال اهل کرواسی بود.
از باشگاه‌هایی که در آن بازی کرده‌است می‌توان به باشگاه فوتبال اینتر زاپرشیچ، باشگاه فوتبال دینامو زاگرب، باشگاه فوتبال سنت ترویدنس، باشگاه فوتبال راد، باشگاه فوتبال سجستا، و باشگاه فوتبال خرواتسکی دراگوولیاتس اشاره کرد.
وی همچنین در تیم ملی فوتبال کرواسی بازی کرده‌است.